# ورزشگاه رفیق حریری
ورزشگاه رفیق حریری (انگلیسی: Rafic Hariri Stadium) با نام پیشین ورزشگاه المناره یک ورزشگاه فوتبال و دو و میدانی در کشور لبنان است. این ورزشگاه که در شهر بیروت است در سال ۱۹۶۹ ساخته شده است. 
پس از ترور رفیق حریری (نخست وزیر وقت لبنان) در سال ۲۰۰۵ این ورزشگاه از المناره به رفیق حریری تغییر نام داد. 